# トーマス・トゥルナー
トーマス・トゥルナー（Thomas Turner、1998年3月3日 - ）は、オーストリア・オーバーエスターライヒ州シェルディング出身のサッカー選手。SKNザンクト・ペルテン所属。ポジションはゴールキーパー。

## 経歴
地元のクラブのSKシェルディングでサッカーを始め、2007年からはオーストリア・ブンデスリーガ1部に属するLASKリンツのアカデミーに在籍する。
2016-17シーズン、SPG FCパッシング/LASKジュニアーズに昇格し、2017年5月、SCヴァイツ戦において先発メンバーとしてレギオナールリーガ（3部）デビューを飾る。同シーズン、チームはブンデスリーガ2部への昇格を果たす。
2018年8月、SCヴィーナー・ノイシュタット戦において先発メンバーとしてブンデスリーガ2部デビューを果たす。
2021年6月2日、ブンデスリーガ2部 に属するSKフォアヴェルツ・シュタイアーに移籍する。同シーズン、主力GKとして27試合に出場する。
2021-22シーズン終了をもってSKフォアヴェルツ・シュタイアーを離れ、、オーストリア・ブンデスリーガ2部のSKNザンクト・ペルテンに2024年6月までの契約で移籍する。